# Тереза Руїс
Тереза Руїс (ісп. Teresa Ruiz; 21 грудня 1988, Сантьяго Мататлан, Мексика) — мексиканська акторка. Відома роллю у фільмі Aquí en la Tierra Гаеля Гарсії Берналя та появою у першому та другому сезонах серіалу Netflix «Нарко: Мексика».

## Вибіркова фільмографія
- Прикордонне містечко (2007) — Сесілія Рохас
- Колосіо: Вбивство (2012) — Алехандра Іглесіас
- Особливо тяжкі злочини (2013) — Моніка Гарсія
- Останній корабель (2015) — Тереза
- Нарко: Мексика (2018-20) — Ізабелла Баутіста
- Дім квітів (2019) — Марілу
- Захисник (2021) — Роза
- Стю (2022) —  Кармен
- Мо (2022) — Марія
- Голосніше (2022) — Абриль Ескобедо
- Неправильні причини (2022) — Джулі Мартін